# Dr.-Ernst-Koref-Schule

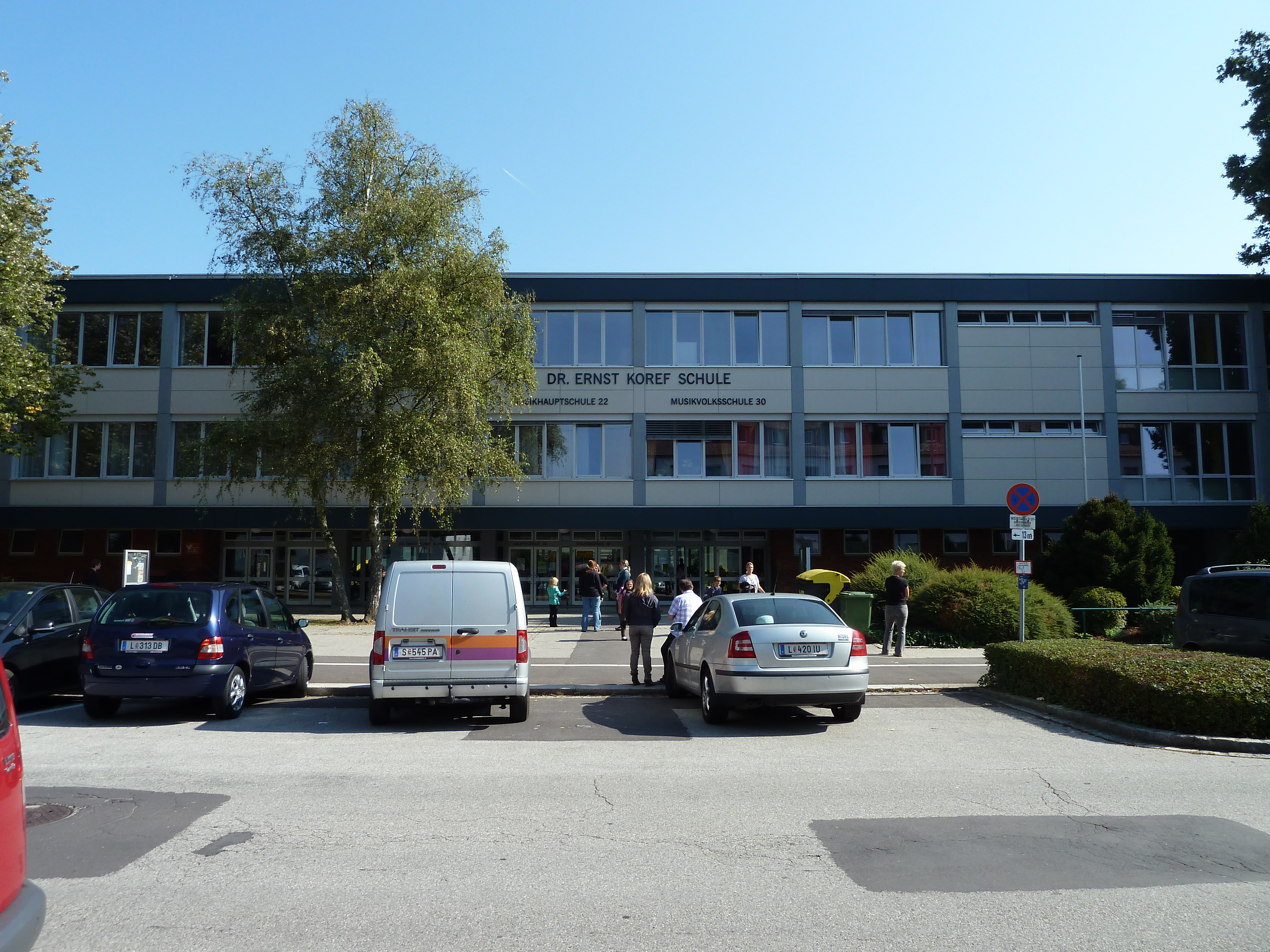
Hauptfront mit Eingang (2011)

Die Dr.-Ernst-Koref-Schule ist eine Volksschule und  Mittelschule mit dem Schwerpunkt Musik im Ort Bindermichl im Stadtteil Waldegg in der Stadt Linz in Oberösterreich. Das Schulgebäude steht unter Denkmalschutz (Listeneintrag).

## Geschichte
Die nach dem ehemaligen Bürgermeister Ernst Koref (1891–1988) benannte Schule wurde nach den Plänen des Städtischen Entwurfsamtes mit dessen Leiter Architekt Fritz Fanta und unter dem Bauleiter und Architekt Wilhelm Teichtmeister errichtet und 1961 eröffnet. Später erfolgten diverse Umbauten.

## Architektur und Kunst am Bau
Die Schule besteht aus zwei Volks- und zwei Hauptschuleinheiten mit einem Turnsaal. Die parallel angeordneten Bauten wurden mit einem niedrigen Verbindungsgang verbunden. Moderner Stahlbetonskelettbau wurden mit traditionellen Formen wie Bruchsteinmauerwerk und Ziegelbau verbunden. Glasmosaikbetonfenster erzeugen eine farbige Innenwirkung.
Das Innere der Schule zeigt sich mit gemusterten Terrazzoböden und zweiläufigen gegensinnigen Treppen. Die Eingangshalle zeigt ziegelsichtige Seitenwände und der Verbindungsgang ist mit schmalen runden Säulen gesäumt.
Kunst am Bau: An der Fassade und in der Eingangshalle sind Tierreliefs des Bildhauers Walter Ritter. Einen keramischen Fischbrunnen schuf die Bildhauerin Gudrun Baudisch-Wittke. Eine Büste von Ernst Koref vom Bildhauer Franz Strahammer steht auf einem Sockel als Stahlschnitt-Schriftblock des Metallplastikers Helmuth Gsöllpointner. Es gibt eine Tonmosaikwand aus glasiertem Ton des Malers Rudolf Kolbitsch. An der Tonmosaikwand ist ein Zitat aus der Ode an die Buchstaben von Josef Weinheber, gestaltet vom Künstler Friedrich Neugebauer.

## Schule
Die Volksschule (VS 30 Linz) wird von Christa Konrad, die Mittelschule (MS 22 Linz) von Ingrid Dangl geleitet. 